# Orange (Virgínia)
Orange és una població dels Estats Units a l'estat de Virgínia. Segons el cens del 2000 tenia 4.123 habitants.

## Demografia
Segons el cens del 2000, Orange tenia 4.123 habitants, 1.607 habitatges, i 1.010 famílies. La densitat de població era de 491,3 habitants per km².
Dels 1.607 habitatges en un 30,6% hi vivien nens de menys de 18 anys, en un 40,1% hi vivien parelles casades, en un 18,7% dones solteres, i en un 37,1% no eren unitats familiars. En el 32,7% dels habitatges hi vivien persones soles el 16,2% de les quals corresponia a persones de 65 anys o més que vivien soles. El nombre mitjà de persones vivint en cada habitatge era de 2,28 i el nombre mitjà de persones que vivien en cada família era de 2,87.
Per edats la població es repartia de la següent manera: un 22,5% tenia menys de 18 anys, un 8,2% entre 18 i 24, un 29,6% entre 25 i 44, un 19,9% de 45 a 60 i un 19,7% 65 anys o més.
L'edat mediana era de 38 anys. Per cada 100 dones de 18 o més anys hi havia 84,1 homes.
La renda mediana per habitatge era de 28.576 $ i la renda mediana per família de 38.103 $. Els homes tenien una renda mediana de 30.439 $ mentre que les dones 19.233 $. La renda per capita de la població era de 16.805 $. Entorn del 16,1% de les famílies i el 21,2% de la població estaven per davall del llindar de pobresa.

## Poblacions més properes
El següent diagrama mostra les poblacions més properes.